# Friedrich von Berg
Pour les articles homonymes, voir Berg.
Friedrich Wilhelm Bernhard von Berg, également von Berg-Markienen, (né le 20 novembre 1866 au manoir de Markienen (près de Bartenstein), arrondissement de Friedland et mort le 9 mars 1939 dans la même ville) est un officier prussien-allemand, fonctionnaire, homme politique et ami ainsi que le plus important conseiller et confident de l'empereur allemand Guillaume II. Il est également un ami proche de Paul von Hindenburg. De 1916 à 1918, il est haut président de la Prusse-Orientale. En tant que chef du cabinet civil secret de l'empereur et défenseur des intérêts de la dynastie Hohenzollern, il joue un rôle clé dans la politique allemande vers la fin de la Première Guerre mondiale.

## Origine
Friedrich von Berg est issu de la famille noble brandebourgeoise von Berg (de). Il est né en 1866 sur le domaine de son père à Markienen près de Bartenstein. Ses parents sont le major de l'armée prussienne Friedrich von Berg (né le 20 juin 1835 et mort le 30 avril 1888) et sa femme Elisabeth von Pressentin genannt von Rautter (née le 14 janvier 1842 et morte le 24 septembre 1901). De plus, Friedrich von Berg-Markienen a un frère qui portera plus tard le nom de Vonberg. Son père achète le domaine de Markienen en 1863. Le manoir a une superficie de 300 hectares et est dirigé par un administrateur. En 1945, le manoir a une superficie de 500 ha, dont 75 ha de forêt. Le manoir possède 90 fourneaux, 50 chevaux, 200 cochons et 200 moutons ainsi qu'un puits de 100 mètres de profondeur pour l'approvisionnement en eau. L'inventaire du manoir est détruit par l'occupation russe pendant la Première Guerre mondiale et reconstruit après la Seconde Guerre mondiale. Le domaine est resté en possession de la famille von Berg jusqu'en 1945.

## Biographie
Après le lycée, Berg rejoint l'armée en 1885 en tant qu'élève-officier. En juillet 1886, il devient lieutenant dans le 1er régiment à pied de la Garde, aide de camp personnel du prince Frédéric-Léopold de Prusse en 1888. En 1892, il se retire de l'armée prussienne et commence des études de droit à l'Université de Breslau et à l'Université rhénane Frédéric-Guillaume de Bonn. À Bonn, il devient membre du Corps Borussia en 1885, dont fait également partie l'empereur Guillaume II.
En 1894, il entre dans la fonction publique prussienne, d'abord comme greffier dans sa ville natale de Bartenstein. En 1896, il s'installe à Dantzig, où il réussit le grand examen d'État en 1899. À partir de 1899, Berg travaille comme assesseur du gouvernement à Berlin et dans l'arrondissement du Bas-Barnim (de). En 1903, il devient administrateur de l'arrondissement de Goldap.
En 1906, il rejoint le Cabinet civil secret. Après trois ans comme conférencier et conseiller secret du gouvernement, Berg devient gouverneur de la province de Prusse-Orientale, c'est-à-dire chef de l'administration provinciale de Prusse-Orientale (de). En 1914, Friedrich von Berg-Markienen assiste à l'invasion russe de Tannenberg. Dès lors, Friedrich von Berg entretient une étroite relation de confiance avec Hindenburg et Ludendorff. En 1916, il passe au poste de haut président de la Prusse-Orientale.
Après la démission de Rudolf von Valentini à la tête du cabinet civil secret sous la pression du commandement suprême de l'armée sous Ludendorff et du prince héritier Guillaume de Prusse et de l'impératrice le 14 janvier 1918, Berg lui succède le 16 janvier 1918. Berg n'est pas seulement un fidèle subordonné, même s'il affirme parfois "Il fera ce que je lui dis", mais aussi un confident et un ami personnel, auquel l'empereur s'adresse en utilisant le "tu" ou le "monzi" amical. Dans ses mémoires publiés en 1922, le prince héritier Guillaume caractérise la relation de Berg avec Guillaume II comme suit : "Votre Excellence von Berg, l'un des meilleurs conseillers fidèles et indéfectibles de notre maison dans les fortunes et les malheurs. Il est encore, du lointain temps des Borussiens de Bonn, un ami de jeunesse de l'empereur [. . . ] " .
Le 22 janvier 1918, Friedrich von Berg-Markienen participe pour la première fois à l'examen de la situation en tant que chef du cabinet civil. Dans son journal, il écrit « Il était clair que nous ne pouvions plus remporter une victoire décisive » (déc. S440) . Le 13 août 1918, Berg est présent aux réunions du Grand Quartier Général à Spa. Il a conseillé à Ludendorff d'assumer lui-même la chancellerie du Reich, mais Ludendorff refuse la proposition en raison de la nomination d'un soldat au poste de chancelier. Lorsque le nouveau chancelier du Reich, le prince Max de Bade, envoie la demande d'armistice aux puissances de l'Entente au début du mois d'octobre, le mandat de Berg, en tant que défenseur d'une paix victorieuse, n'est plus tenable. Le 11 octobre 1918, il est remplacé par Clemens von Delbrück.
Berg a des opinions extrêmement conservatrices et s'allie à l'impératrice Augusta-Victoria, qui cherche à dénigrer moralement tout ce qu'elle considère comme hostile à la monarchie. Richard von Kühlmann, alors secrétaire d'État du ministère des Affaires étrangères, qualifie Berg de « jésuite protestant avec une forte teinte de nationalité allemande ».
Après avoir quitté Berlin, Berg retourne en Prusse-Orientale. En 1919, il est élu au parlement provincial de Prusse-Orientale pour le DNVP. Il y est président du parlement provincial de 1919 à 1933. En 1920, il est président du synode provincial de Prusse-Orientale. La même année, il devient premier président (Adelsmarschall) de l'Association de la noblesse allemande, poste qu'il occupe jusqu'en 1932. Sa faction monarchique ne peut pas s'affirmer contre le völkisch. En 1920, Friedrich von Berg rédige ses mémoires en tant que chef du cabinet civil, mais les notes ne sont publiées qu'en 1971.
De 1921 à 1926, von Berg est chef de l'Administration générale de l'ancienne maison royale régnante de Prusse (de) et représentant général des Hohenzollern et représente l'ancienne famille royale avec le fils de l'empereur Auguste-Guillaume de Prusse dans les différends avec le Reich concernant les biens de la maison. Il reste ensuite en contact étroit avec la famille Hohenzollern. Friedrich von Berg meurt en 1939 dans son domaine de Markienen.
Von Berg n'est pas marié. Au printemps 1927, il adopte son cousin Hans-Hubert von Berg- Schönfeld (1908-1968), qui reprend alors également son domaine en Prusse-Orientale.
En 1904, von Berg rejoint l'Ordre de Saint-Jean, devient chevalier en droit en 1907 et commandeur honoraire en 1911. De 1907 à 1929, il est secrétaire de l'ordre et en 1919, il est nommé commandant de la Société prussienne de Saint-Jean.

## Honneurs
- Doctorat honoris causa l'Université de Königsberg
- Citoyen d'honneur d'Allenstein